# Duolandrevus bodemensis
Duolandrevus bodemensis är en insektsart som först beskrevs av Otte, D. 1988.  Duolandrevus bodemensis ingår i släktet Duolandrevus och familjen syrsor. Inga underarter finns listade i Catalogue of Life.